# Sonate K. 338
La sonate K. 338 (F.286/L.87) en sol majeur est une œuvre pour clavier du compositeur italien Domenico Scarlatti.

## Présentation
La sonate K. 338, en sol majeur, notée Allegro, forme une paire avec la sonate précédente, qui évoque la grande richesse des Essercizi. Le motif de cinq notes
est présent tout du long et la découpe régulière de quatre mesures lui donne un caractère de danse. Dans l'écriture, des indices du menuet viennois pré-classique se mêlent aux traits ibériques.

## Manuscrits
Le manuscrit principal est le numéro 13 du volume VII (Ms. 9778) de Venise (1754), copié pour Maria Barbara ; les autres sont Parme IX 11 (Ms. A. G. 31414), Münster III 1 (Sant Hs 3966) et Vienne E 1 (VII 28011 E).

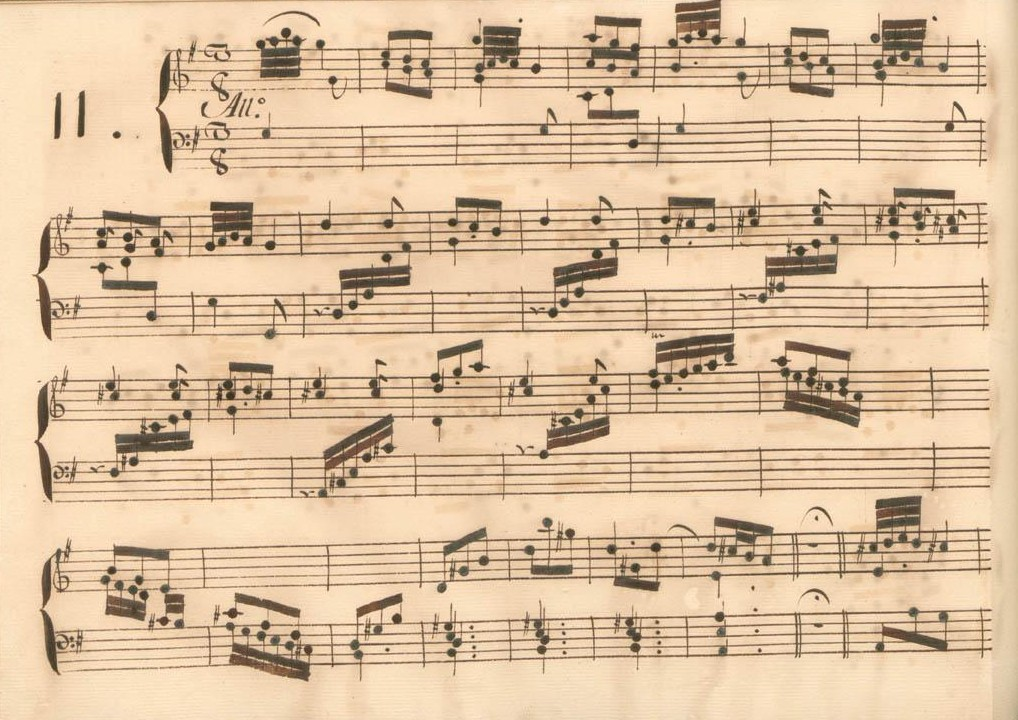
Parme IX 11.
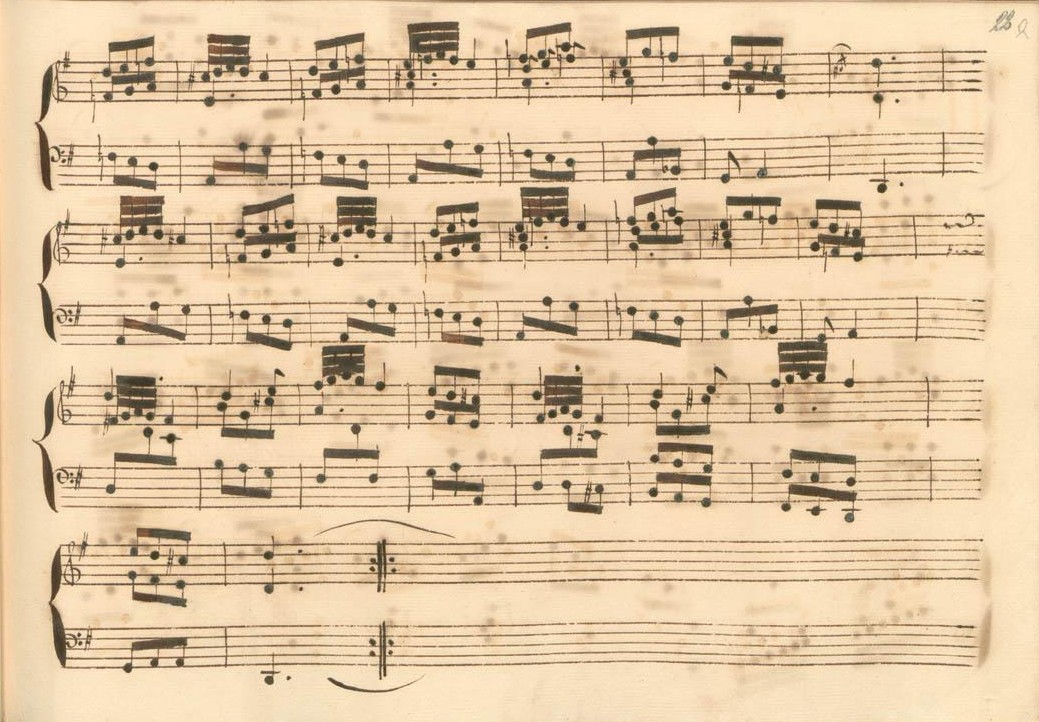
Parme IX 11 (fin de la première section).
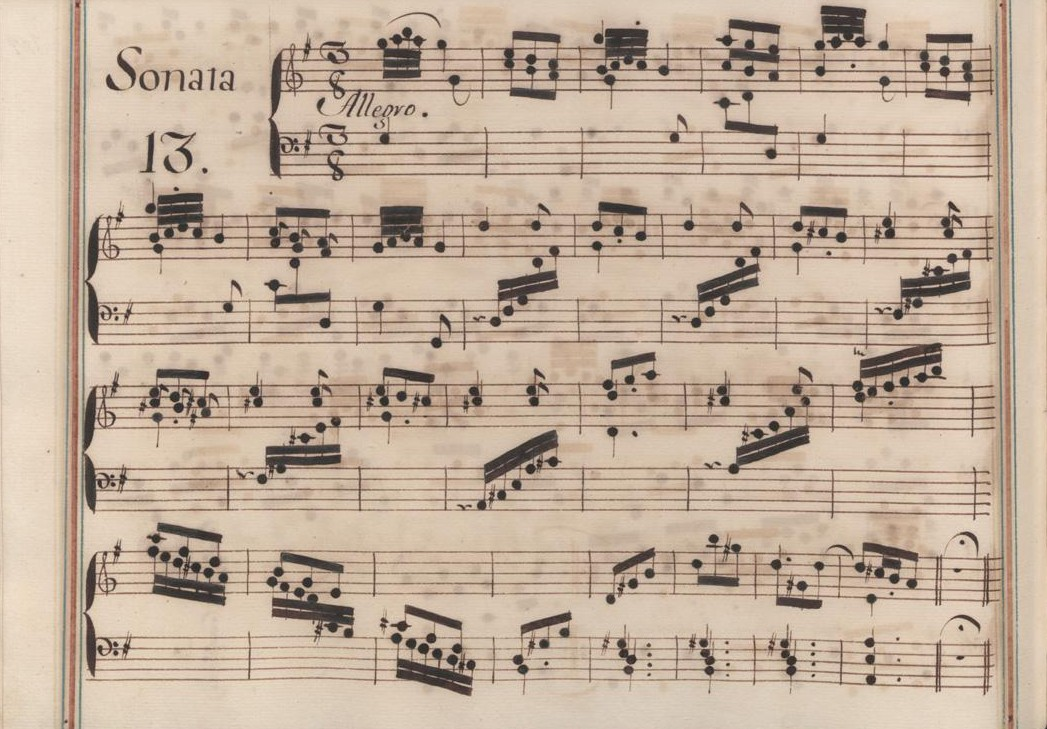
Venise VII 13.
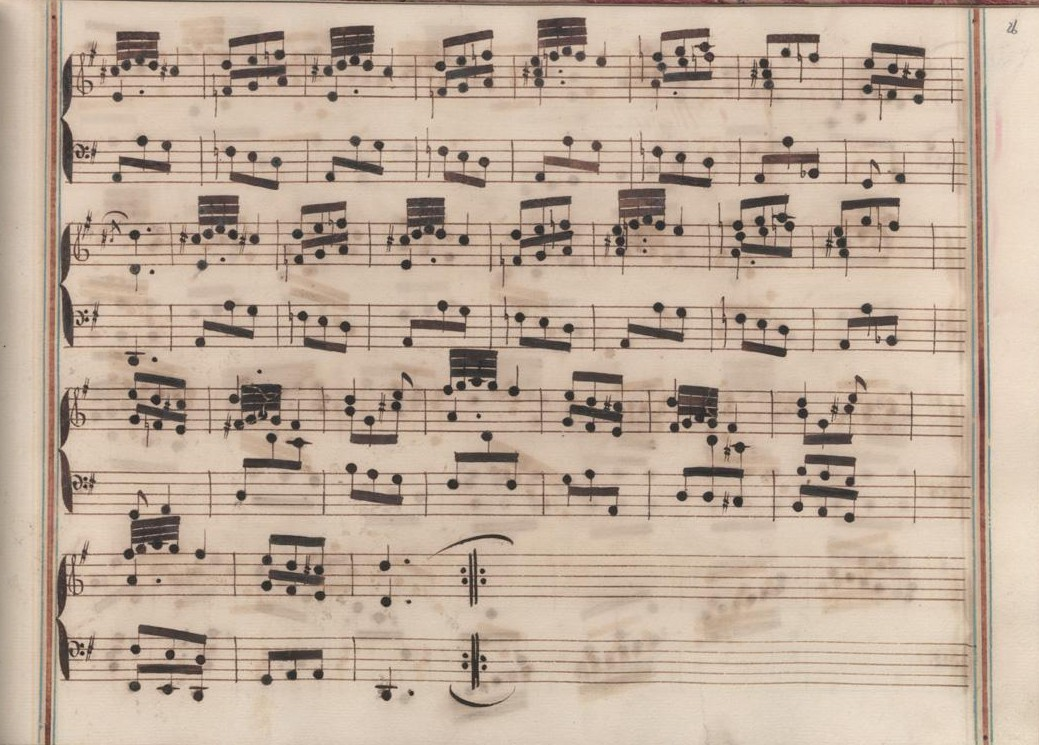
Venise VII 13 (fin de la première section).
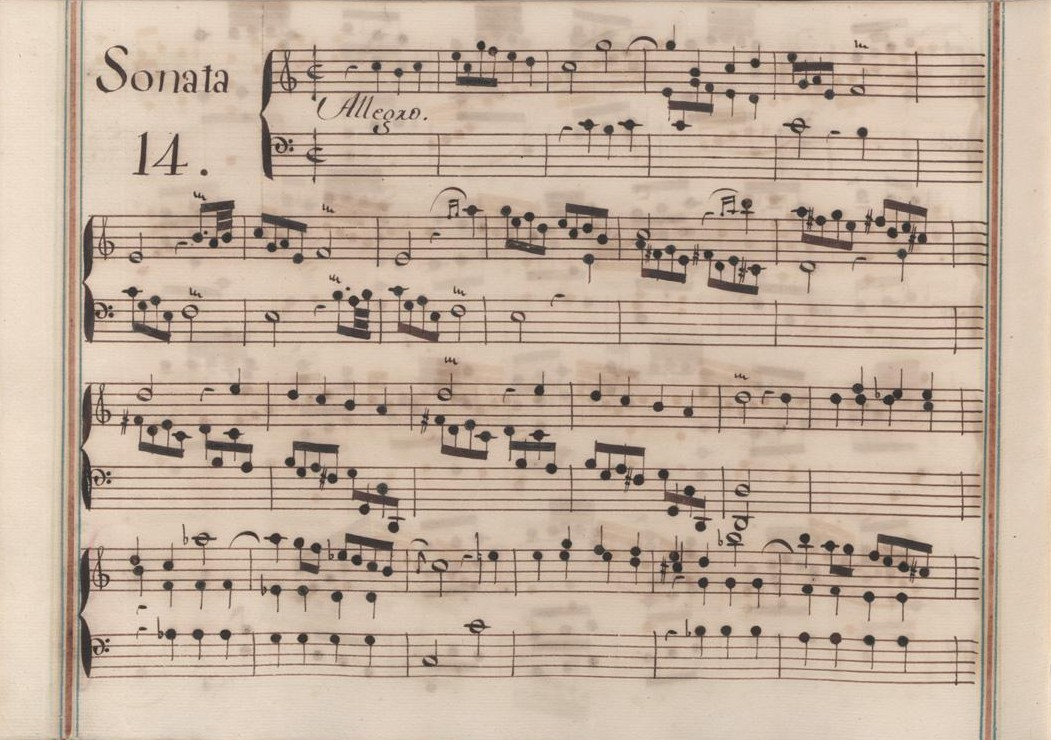
Venise VII 13 (début de la seconde section).
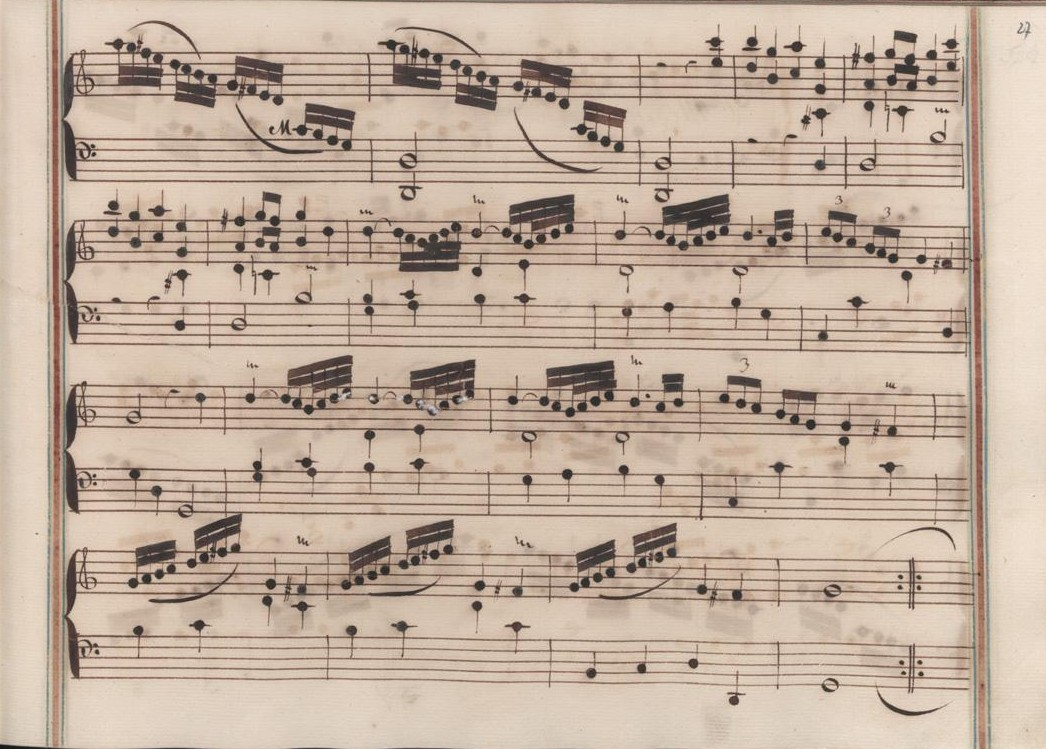
Venise VII 13 (fin de la sonate).

## Interprètes
La sonate K. 338 est défendue au piano, notamment par Carlo Grante (2013, Music & Arts, vol. 4) et Eylam Keshet (2016, Naxos, vol. 22) ; au clavecin, elle est jouée par Huguette Dreyfus (1978, Denon), Luciano Sgrizzi (1978, Erato), Igor Kipnis (1979, EMI), Scott Ross (1985, Erato), Richard Lester (2003, Nimbus, vol. 3) et Pieter-Jan Belder (Brilliant Classics, vol. 8).

## Sources
: document utilisé comme source pour la rédaction de cet article.
- Ralph Kirkpatrick (trad. de l'anglais par Dennis Collins), Domenico Scarlatti, Paris, Lattès, coll. « Musique et Musiciens », 1982 (1re éd. 1953 (en)), 493 p. (ISBN 978-2-7096-0118-4, OCLC 954954205, BNF 34689181).
- Alain de Chambure, « Domenico Scarlatti, Intégrale des sonates — Scott Ross », Erato/Éditions Costallat (2564-62092-2 (livret : 2292-45309-2)), 1985 (OCLC 891183737) .
- (en) Carlo Grante, « Domenico Scarlatti, intégrale des sonates pour clavier (vol. 4) », Music & Arts (CD-1293), 2016 (OCLC 1020680576) .